# Jie quan ying zhao gong
Jie quan ying zhao gong (cantonese: 截拳鷹爪功 Jié quán yīng zhǎo gōng), conosciuto anche come Fist of Fury III e Chinese Connection III, è un film di arti marziali hongkonghese del 1979, diretto da Tso-nam Lee. Il film fa parte del filone della Bruceploitation ed è un seguito del film del 1977 Il ritorno di Palma d'Acciaio, a sua volta seguito non autorizzato del film del 1972 Dalla Cina con furore con Bruce Lee nel ruolo del protagonista, Chen Zhen. La pellicola continua la storia di Chen Shen, fratello di Chen Zhen, interpretato da Bruce Li, imitatore di Lee.

## Sinossi
Dopo aver vendicato la morte del fratello Chen Zhen, Chen Shen ritorna a casa da Shangai. Shen dice a sua madre (diventata cieca a furia di piangere per la morte del figlio) che non combatterà più. Gli invasori giapponesi, a conoscenza della storia di Shen, terrorizzano la sua famiglia vandalizzando il negozio della madre e picchiando il fratello, tra le altre cose. Più avanti, i giapponesi arrivano addirittura a incastrare Chen per un omicidio, ma dopo l'arrivo del boss giapponese, che porta il caos in città, il combattente evade di prigione per poter affrontare una volta per tutte il capo dei giapponesi.

## Accoglienza
Fist of Fury III è stato accolto da recensioni miste.
Eric Reifschneider di Blood Brothers ha dato al film un punteggio di 2 su 5 e ha detto: "Ho trovato questa terza iterazione degna di essere vista, ma nel complesso era semplicemente poco interessante. Forse con registi migliori sarebbe stato un travolgente film di arti marziali, ma per come è uscito mi ha lasciato l'amaro in bocca. Come al solito con questi film Bruceploitation post-Bruce Lee, in America veniamo onorati con un DVD ultra schifoso. Questo DVD fa sembrare i miei DVD di Chinese Connection 2 e Exit the Dragon delle edizioni Criterion! Il film presenta una compressione orribile e il trasferimento dell'audio causa un rumore acuto ogni volta che un personaggio parla. Forse con una buona edizione in DVD il film mi sarebbe piaciuto di più, ma per ora sono bloccato con questo DVD di merda. Ironia della sorte, il film è in una doppia confezione con New Fist of Fury, quell'"altro" sequel di Dalla Cina con furore con Jackie Chan".

## Curiosità
- Il titolo nell'edizione doppiata in inglese distribuita in America del Nord per il mercato home video è stato erroneamente tagliato, perciò appare a schermo come The Fist of Fury o Fist of Fury II, a seconda delle versioni. Ciò ha portato confusione su quale film della serie fosse uscito prima, dato che anche le VHS riportavano il titolo Fist of Fury II, in realtà nome della pellicola precedente.
- IMDb attribuisce la regia a Tso-nam Lee, mentre Hong Kong Movie Database la attribuisce a Do Liu-Boh.